# Kalomelelektrode
De kalomelelektrode (VKE, Engels: Saturated Calomel Electrode, SCE) is een elektrode die in laboratoria veelvuldig als referentie-elektrode gebruikt werd. In verband met de risico's verbonden aan het werken met van metallisch kwik (en het opruimen van gemorst kwik na ongelukken) wordt in het laboratorium vaak in plaats van de calomel-elektrode de zilver/zilverchloride-elektrode als referentie gebruikt.

## Opbouw
Een kalomelelektrode bestaat uit kwik, omhuld met het slecht oplosbare kalomel ({\displaystyle {\ce {Hg2Cl2}}}, op basis van de verhouding tussen de elementen staat het als kwik(I)chloride bekend), dat is ondergedompeld in een verzadigde kaliumchloride-oplossing. Via een semi-permeabel membraan of een vloeistoffilm in de ingeslepen stop kan elektrisch contact worden gemaakt met de analyse-oplossing.
{\displaystyle \mathrm {Cl} _{(verz.KCl)}^{-}{\big |}\mathrm {Hg_{2}Cl_{2}} \,_{(s)}{\big |}\mathrm {Hg} \,_{(l)}{\big |}\mathrm {Pt} }

## Werking
De potentiaalbepalende redoxreactie is de evenwichtsreactie tussen het metallisch kwik in de elektrode en kwikionen in de KCl-oplossing:
{\displaystyle \mathrm {Hg_{2}^{2+}+2\ e^{-}\leftrightharpoons 2\ Hg} }
De potentiaal van de elektrode, E, wordt beschreven door de Nernst-vergelijking, waarin E° de standaardpotentiaal van de elektrodereactie is, R de algemene gasconstante, T de temperatuur (in K), F de constante van Faraday en de factor 2 samenhangt met het feit dat er bij de reactie twee elektronen betrokken zijn:
{\displaystyle E=E_{(\mathrm {Hg} /\mathrm {Hg} _{2}^{2+})}^{\circ }+{\frac {RT}{2F}}\ln[\mathrm {Hg} _{2}^{2+}]}
Verder staan de kwikionen in oplossing en het aan chloor gebonden kwik ook in relatie met elkaar via het oplos-evenwicht, waarvoor geldt:
{\displaystyle \mathrm {Hg_{2}^{2+}+2\ Cl^{-}\leftrightharpoons Hg_{2}Cl_{2}} }
met het oplosbaarheidsproduct, Ks:
{\displaystyle K_{s}=[\mathrm {Hg_{2}^{2+}} ]\ [\mathrm {Cl} ^{-}]^{2}}
De bovenstaande vergelijking kan gebruikt worden om de elektrodepotentiaal slechts als functie van de chlorideconcentratie te beschrijven. Voeren we een substitutie uit in de Nernst-vergelijking, dan krijgen we immers:
{\displaystyle E=E_{(\mathrm {Hg} /\mathrm {Hg} _{2}^{2+})}^{\circ }+{\frac {RT}{2F}}\ln {\begin{pmatrix}{\frac {K_{s}}{[\mathrm {Cl} ^{-}]^{2}}}\end{pmatrix}}=E_{(\mathrm {Hg} /\mathrm {Hg} _{2}^{2+})}^{\circ }+{\frac {RT}{2F}}{\big \{}\ln(K_{s})-2\ln {[\mathrm {Cl} ^{-}]{\big \}}}=E_{(\mathrm {Hg} /\mathrm {Hg} _{2}^{2+})}^{\circ }+{\frac {RT}{2F}}\ln(K_{s})-{\frac {2RT}{2F}}\ln {[\mathrm {Cl} ^{-}]}}
Net als de standaardpotentiaal is de Ks-term alleen afhankelijk van de temperatuur. Het is dus mogelijk om deze als constante, bij een bepaalde temperatuur, te verwerken in een nieuw gedefinieerde standaardpotentiaal, die van de calomel-elektrode:
{\displaystyle E=E_{(\mathrm {Hg} /\mathrm {Hg} _{2}^{2+}/\mathrm {Cl} ^{-})}^{\circ }-{\frac {RT}{F}}\ln[\mathrm {Cl} ^{-}]}
Onder standaard-omstandigheden (298 K) kan de vergelijking vereenvoudigd worden door de constanten in de tweede term in combinatie met de omzetting van de natuurlijke logaritme naar die op basis van 10 uit te rekenen. De vergelijking gaat dan over in:
{\displaystyle E=E_{(\mathrm {Hg} /\mathrm {Hg} _{2}^{2+}/\mathrm {Cl} ^{-})}^{\circ }-0,0592\log[\mathrm {Cl} ^{-}]}
of:
{\displaystyle E=E_{(\mathrm {Hg} /\mathrm {Hg} _{2}^{2+}/\mathrm {Cl} ^{-})}^{\circ }+{\frac {0,0592}{1}}\log {\begin{pmatrix}{\frac {1}{[\mathrm {Cl} ^{-}]}}\end{pmatrix}}=E_{(\mathrm {Hg} /\mathrm {Hg} _{2}^{2+}/\mathrm {Cl} ^{-})}^{\circ }+{\frac {0,0592}{2}}\log {\begin{pmatrix}{\frac {1}{[\mathrm {Cl} ^{-}]^{2}}}\end{pmatrix}}}
Hiermee heeft de vergelijking de vorm gekregen die hoort bij de Nernst-vergelijking voor de redox-reactie:
{\displaystyle {\ce {Hg2Cl2\ \leftrightharpoons \ 2Hg^{0}\ +\ 2Cl^{-}}}}